# Birmingham Selly Oak
Circonscription parlementaire de la Chambre des communes
La circonscription de Birmingham, Selly Oak  est une circonscription situé dans la ville de Birmingham et représenté dans la Chambre des communes du Parlement britannique.

## Géographie
La circonscription comprend :
- La partie ouest de la ville de Birmingham
- Les wards de Billesley, Bournville, Branwood et Selly Oak

## Députés
Les Members of Parliament (MPs) de la circonscription sont :
| Législature                                                                                            | Années        | Député         | Député                | Parti        |
| --- | ------------- | -------------- | --------------------- | ------------ |
| Birmingham Selly Oak issue de Birmingham King's Norton, Birmingham Northfield et Birmingham Sparkbrook |               |                |                       |              |
| 41e | 1955–1959     |                | Harold Gurden         | Conservateur |
| 42e | 1959–1964     |                | Harold Gurden         | Conservateur |
| 43e | 1964–1966     |                | Harold Gurden         | Conservateur |
| 44e | 1966–1970     |                | Harold Gurden         | Conservateur |
| 45e | 1970–1974     |                | Harold Gurden         | Conservateur |
| 46e | 1974–1974     |                | Harold Gurden         | Conservateur |
| 47e | 1974–1979     |                | Tom Litterick         | Travailliste |
| 48e | 1979–1983     |                | Anthony Beaumont-Dark | Conservateur |
| 49e | 1983–1987     |                | Anthony Beaumont-Dark | Conservateur |
| 50e | 1987–1992     |                | Anthony Beaumont-Dark | Conservateur |
| 51e | 1992–1997     |                | Lynne Jones           | Travailliste |
| 52e | 1997–2001     |                | Lynne Jones           | Travailliste |
| 53e | 2001–2005     |                | Lynne Jones           | Travailliste |
| 54e | 2005–2010     |                | Lynne Jones           | Travailliste |
| 55e | 2010–2015     | Steve McCabe   |                       | Travailliste |
| 56e | 2015–2017     | Steve McCabe   |                       | Travailliste |
| 57e | 2017–2019     | Steve McCabe   |                       | Travailliste |
| 58e | 2019–2024     | Steve McCabe   |                       | Travailliste |
| 59e | 2024–en cours | Alistair Carns |                       | Travailliste |

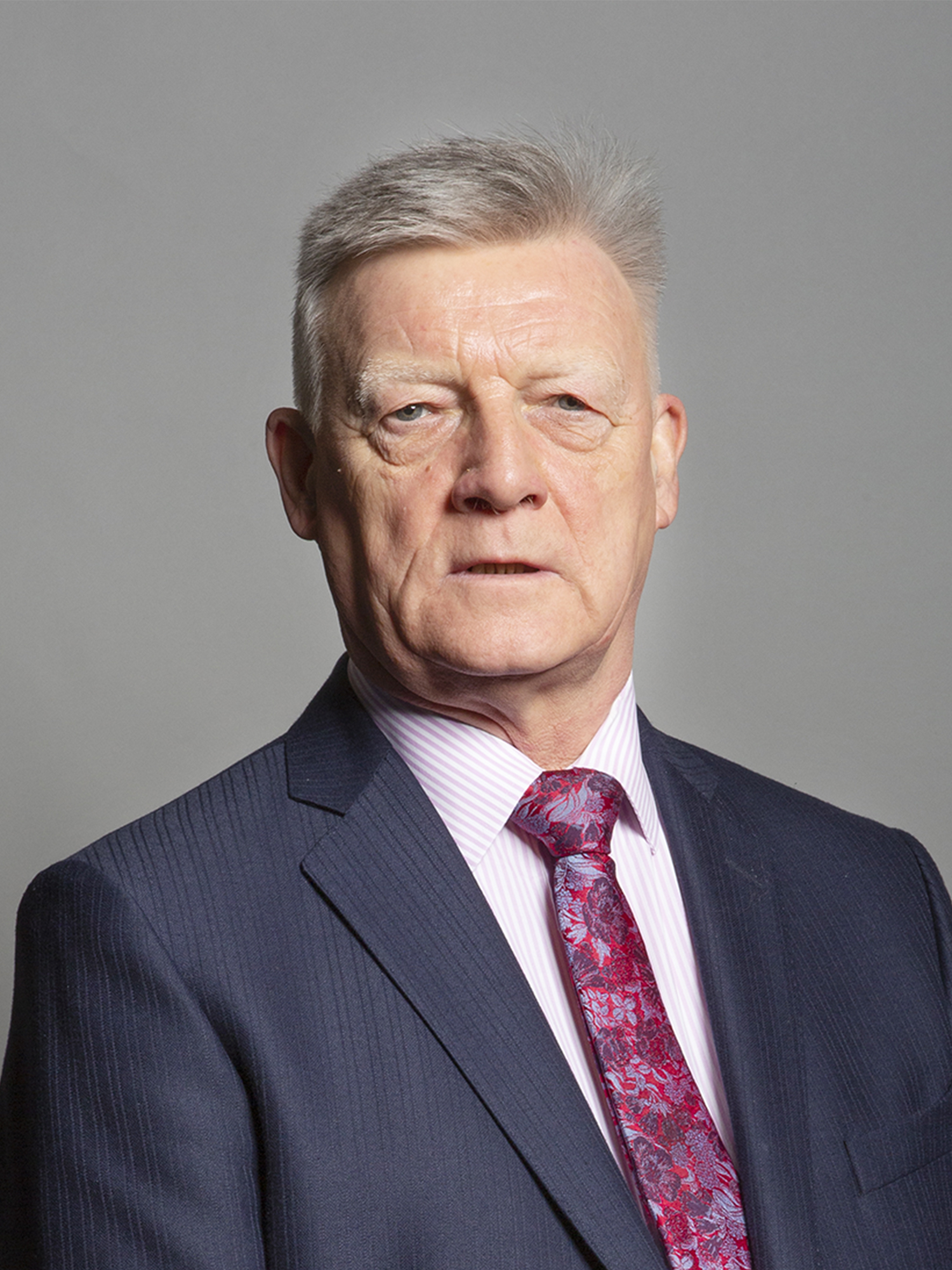
Steve McCabe (2010-2024)
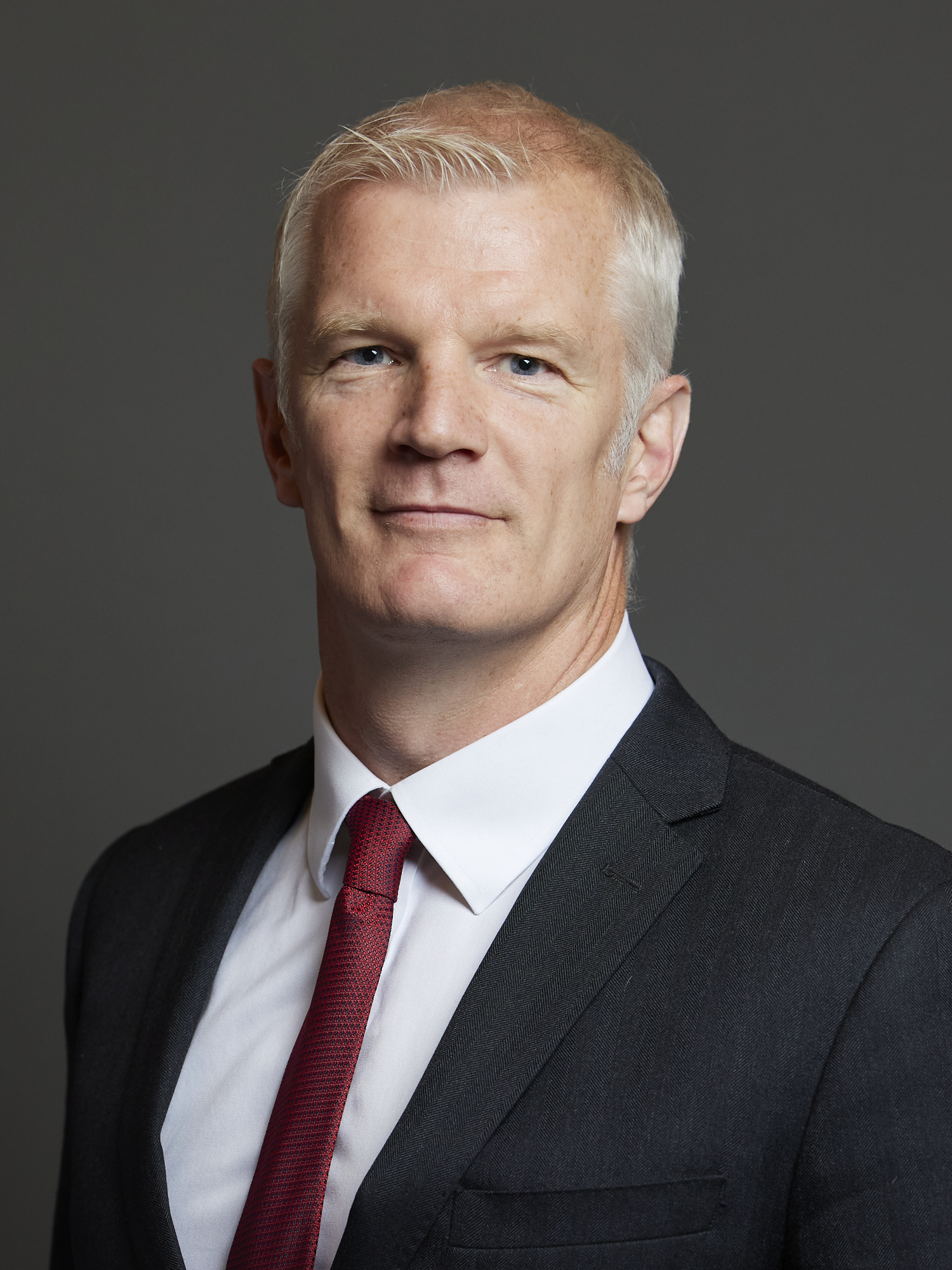
Alistair Carns (depuis 2024)